# Walzen-Wolfsmilch
Die Walzen-Wolfsmilch (Euphorbia myrsinites), auch Myrtenblätterige Wolfsmilch genannt, ist eine Pflanzenart aus der Gattung Wolfsmilch (Euphorbia) innerhalb der Familie der Wolfsmilchgewächse (Euphorbiaceae). Der deutschsprachige Trivialname Walzen-Wolfsmilch bezieht sich auf die walzenförmigen Zweige.

## Beschreibung

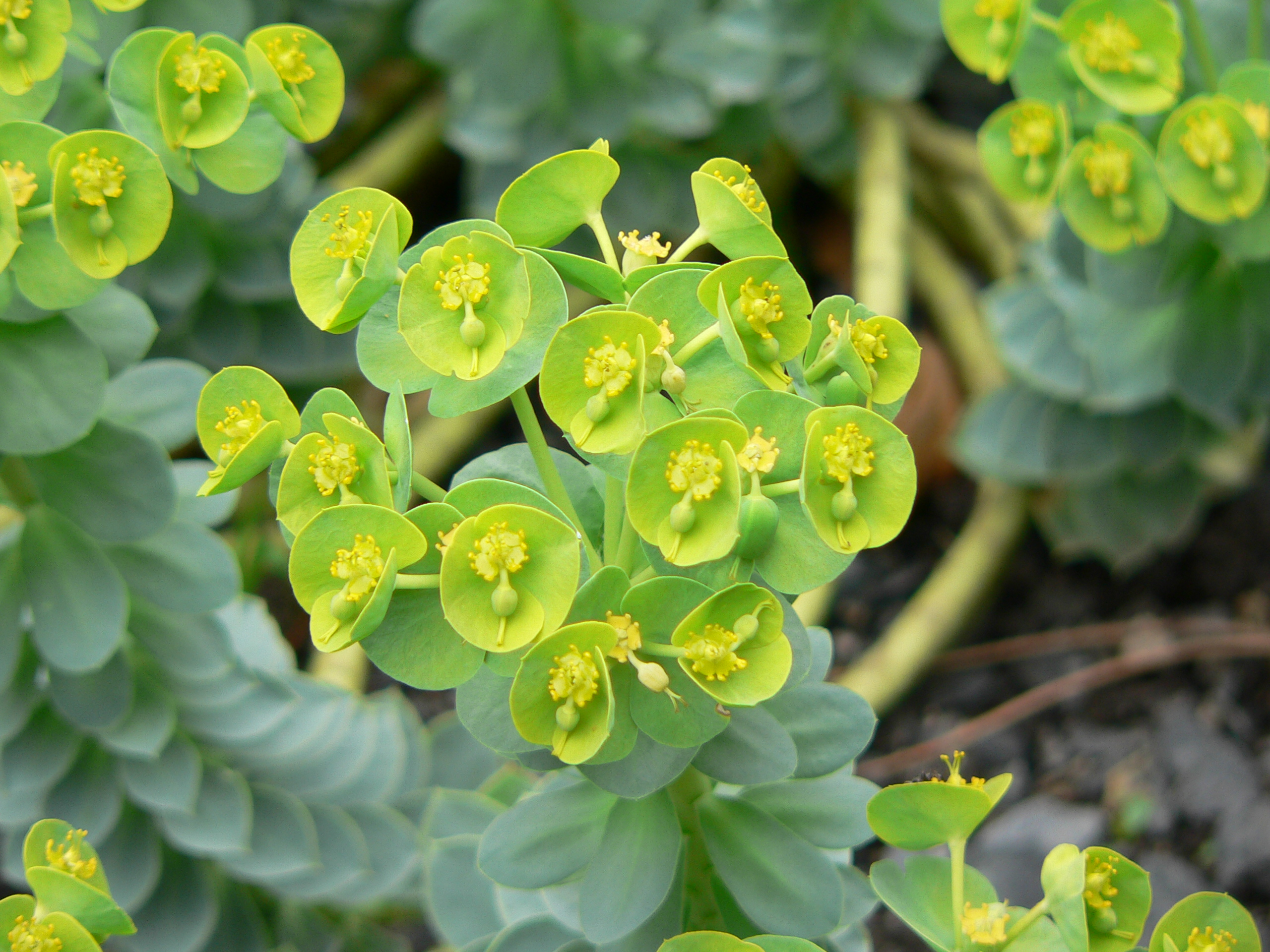
Blütenstand von oben

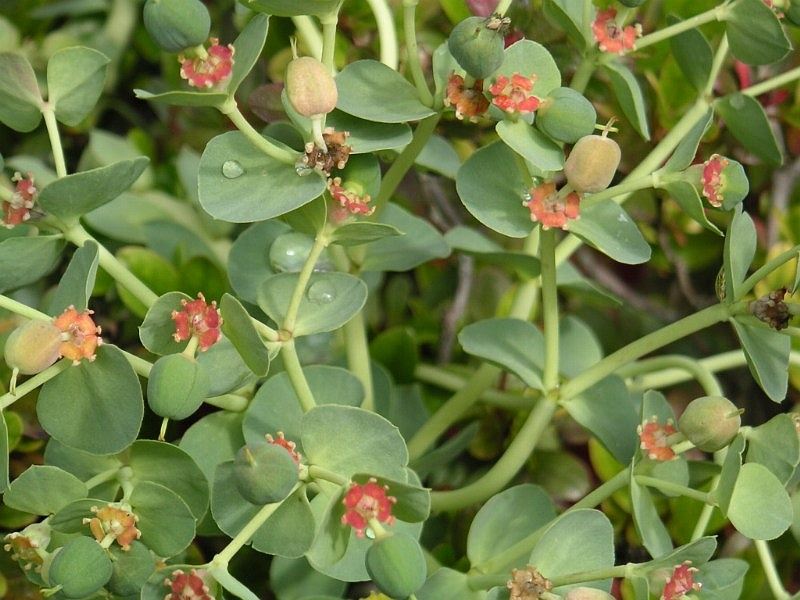
Cyathien mit Früchten: Nektardrüsen können sich beim Verwelken rot verfärben

### Vegetative Merkmale
Die Walzen-Wolfsmilch ist eine sukkulente, immergrüne mehrjährige Pflanze, die Wuchshöhen von 10 bis 40 Zentimetern erreicht. Ihre bis etwa 30 Zentimeter langen, niederliegenden Zweige erscheinen auf Bodenniveau und verzweigen sich nicht weiter. Die Zweige, die Blütenstände tragen, sterben nach deren Verwelken ab. Alle oberirdischen Pflanzenteile sind von einer Wachsschicht bedeckt, die Regen abperlen lässt und so effektiv eine Benetzung verhindert. Die Laubblätter sind dicht spiralig am Stängel angeordnet und überdecken sich teilweise. Die saftigen, blau-grünen Laubblätter sind eiförmig bis kreisrund mit zugespitztem oder begranntem oberen Ende.

### Generative Merkmale
Je nach Standort und Witterung reicht die Blütezeit von März bis Juli. Der endständige, trugdoldige Blütenstand ist dicht 1- bis, meist 5- bis 13-strahlig. Die paarigen, gerundeten Hochblätter und die Cyathien sind grünlich-gelb. Die vier Nektardrüsen der Cyathien sind oval bis gerundet trapezförmig, gelb bis bräunlich, selten purpurfarben und tragen an den äußeren Rändern zwei finger- bis keulenförmige Anhängsel.
Die Kapselfrucht ist kahl, glatt oder leicht warzig und 4 bis, meist 5 bis 7 Millimeter lang. Die grau-braunen Samen sind 2 bis, meist 3 bis 4 Millimeter lang.

### Chromosomenzahl
Die Chromosomenzahl beträgt 2n = 20.

## Vorkommen
Das natürliche Verbreitungsgebiet von Euphorbia myrsinites erstreckt sich von den Balearischen Inseln über Italien und Griechenland bis zur Türkei und über Albanien bis ins südliche Russland. Sie gedeiht zwischen Steinen in offenen Wäldern auf Höhenlagen von 1000 bis 2300 Metern.
Die ökologischen Zeigerwerte nach Landolt et al. 2010 sind in der Schweiz: Feuchtezahl F = 1+ (trocken), Lichtzahl L = 4 (hell), Reaktionszahl R = 4 (neutral bis basisch), Temperaturzahl T = 3+ (unter-montan und ober-kollin), Nährstoffzahl N = 2 (nährstoffarm), Kontinentalitätszahl K = 4 (subkontinental).
In Teilen der USA gelten dort eingeschleppte Pflanzenexemplare als gefährliches „Unkraut“. In Colorado sind der Besitz und die Anpflanzung von Euphorbia myrsinites seit 2003 gesetzlich verboten. Landbesitzer sind verpflichtet, die Walzen-Wolfsmilch von ihrem Land zu entfernen und erhalten hierzu vom Agrarministerium bebilderte Anleitungen.

## Nutzung
Die Walzen-Wolfsmilch wird in den gemäßigten Gebieten als Zierpflanze verwendet. Sie kommt in diesen Gebieten gelegentlich verwildert vor.

## Systematik
Die Erstveröffentlichung von Euphorbia myrsinites erfolgte 1753 durch Carl von Linné in Species Plantarum, 1. Auflage, Tomus I, S. 461–462. Das Artepitheton myrsinites leitet sich von der Myrte (Myrtus communis) ab, mit der Euphorbia myrsinites eine gewisse Ähnlichkeit aufweisen soll. Synonyme für Euphorbia myrsinites L. sind: Tithymalus myrsinites (L.) Hill, Galarhoeus myrsinites (L.) Haw., Endoisila myrsinites (L.) Raf., Murtekias myrsinites (L.) Raf., Euphorbion myrsinitum (L.) St.-Lag.
Von Euphorbia myrsinites gibt es je nach Autor etwa zwei Unterarten:
- Euphorbia myrsinites L. subsp. myrsinites (Syn.: Euphorbia rigida Loisel. nom. illeg., Euphorbia curtifolia Chaub., Euphorbia marschalliana Kotschy ex Boiss., Euphorbia pectinata Albov, Euphorbia pontica Prokh., Euphorbia myrsinites subsp. pontica (Prokh.) R.Turner): Sie kommt von Südeuropa bis zum nördlichen Iran vor.[7]
- Euphorbia myrsinites subsp. rechingeri (Greuter) Aldén (Syn.: Euphorbia rechingeri Greuter, Tithymalus rechingeri (Greuter) Soják): Dieser Endemit kommt nur auf Kreta vor.[7]

## Galerie

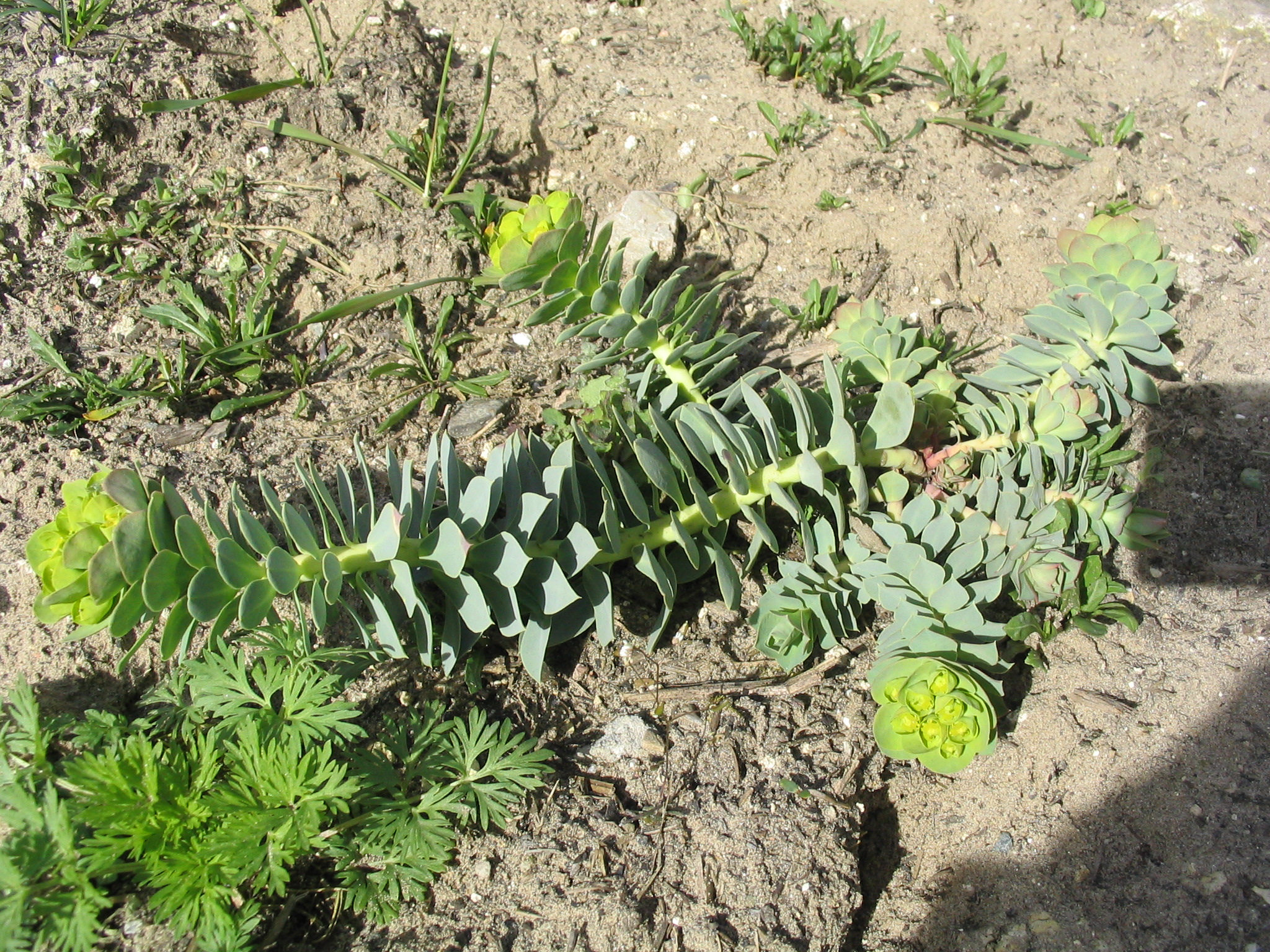
Wuchsform einer jungen Pflanze
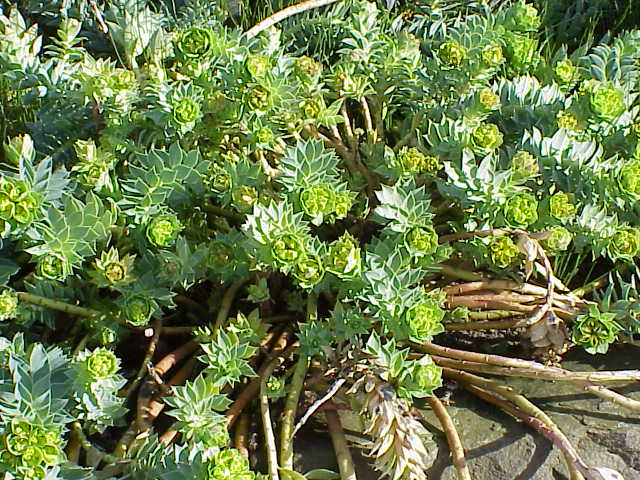
Wuchsform einer älteren Pflanze
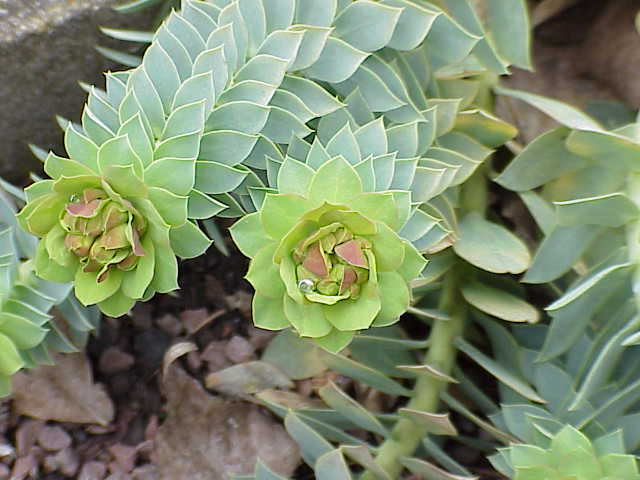
Endständige Blütenstände im Knospenzustand